# 岭背镇 (阳山县)
岭背镇，是中华人民共和国广东省清远市阳山县下辖的一个乡镇级行政单位。2020年人口23217人。

## 行政区划
岭背镇下辖以下地区：
岭背村、莲塘村、蒲芦洲村、黄屋村、户稠村、大册洞村、犁头村、水建村、牛备村、松木村、岗头村和马落桥村。